# Charles McIlvaine
Charles "Charley" Joseph McIlvaine Sr. (født 6. august 1903 i Philadelphia, Pennsylvania, død 30. januar 1975 i Ocean City, New Jersey) var en amerikansk roer og olympisk guldvinder.

## Rokarriere
McIlvaine roede for Penn Athletic Club, og her overtog han i 1928 pladsen i dobbeltsculleren efter Jack Kelly, Sr., så han kom til at ro sammen med Paul Costello, der havde vundet guld ved de seneste to OL. Sammen vandt de flere amerikanske mesterskaber. Denne duo kom også med til OL 1928 i Amsterdam, hvor de klart vandt alle deres indledende heat, inden de i semifinalen mødte østrigerne Leo Losert og Viktor Flessl, som de havde besejret en gang i konkurrencen, en bedrift de gentog her. I finalen besejrede de canadierne Joe Wright, Jr. og Jack Guest med ti sekunder, mens Losert og Flessl fik bronze (canadierne var gået i finalen uden modstandere i deres semifinale). Med sejren blev Costello den første roer, der vandt tre OL-guldmedaljer i træk i samme disciplin.
Hans søn, Charles McIlvaine, Jr., blev som sin far roer og var med til at vinde guld i otteren ved de panamerikanske lege i 1955.

## OL-medaljer
- 1928:  Guld i dobbeltsculler